# Anisotoma pedunculata
Anisotoma pedunculata är en oleanderväxtart som beskrevs av Nicholas Edward Brown. Anisotoma pedunculata ingår i släktet Anisotoma och familjen oleanderväxter. Inga underarter finns listade i Catalogue of Life.